# 柞木
柞木（学名：Xylosma racemosa），为大风子科柞木属下的一个植物种。

## 延伸阅读
[在维基数据编辑]
 《植物名實圖考·柞木》，出自吳其濬《植物名實圖考》